# 283
| [ Edytuj tabelę ] |                                                      |
| Król Aksum        | - 270 Endubis 300                                    |
| Cesarz Chin       | - 265 Sima Yan 290                                   |
| Władca Korei      | - 270 Sŏch’ŏn 292                                    |
| Papież            | - 275 Eutychian 283 - 283 Kajus 296                  |
| Król Persji       | - 276 Bahram II 293                                  |
| Cesarz Rzymu      | - 282 Karus 283 - 283 Numerian 284 - 283 Karynus 285 |

Rok 283 / CCLXXXIII
stulecia: II wiek ~
III wiek ~
IV wiek

lata: 273 «
278 «
279 «
280 «
281 «
282 «
283
» 284
» 285
» 286
» 287
» 288
» 293

## Wydarzenia
Cesarstwo rzymskie
- lipiec/sierpień – cesarz Karus zginął od uderzenia pioruna. Jego następcami Numerian i Karynus.
- 17 grudnia – Kajus papieżem.
- Bazylika Julia w Rzymie zniszczona przez pożar.

## Zmarli
- lipiec/sierpień – Karus, cesarz rzymski (ur. ≈230?).
- 25 października – Chryzant i Daria, święci, męczennicy.
- 7 grudnia – Eutychian, papież.
- Shan Tao, chiński polityk (ur. 205).